# Bročice
Bročice är en ort i Kroatien.   Den ligger i länet Moslavina, i den östra delen av landet, 90 km sydost om huvudstaden Zagreb. Bročice ligger 95 meter över havet och antalet invånare är 972.
Terrängen runt Bročice är huvudsakligen platt, men österut är den kuperad. Runt Bročice är det glesbefolkat, med 19 invånare per kvadratkilometer. Närmaste större samhälle är Novska, 4,2 km nordost om Bročice. I omgivningarna runt Bročice växer i huvudsak lövfällande lövskog.